# Colin Graham
Colin Graham, OBE (Hove, East Sussex, 22 de setembre 1931 – Saint Louis, 6 d'abril 2007) va ser un director d'òpera, teatre i televisió anglès.